# Верхняя Таймыра
Верхняя Таймыра — река в Красноярском крае России на полуострове Таймыр. Одна из самых северных рек мира. Берёт начало в горах Бырранга, впадает в озеро Таймыр.
На реке расположено водно-болотное угодье международного значения — заказник Горбита.

## География

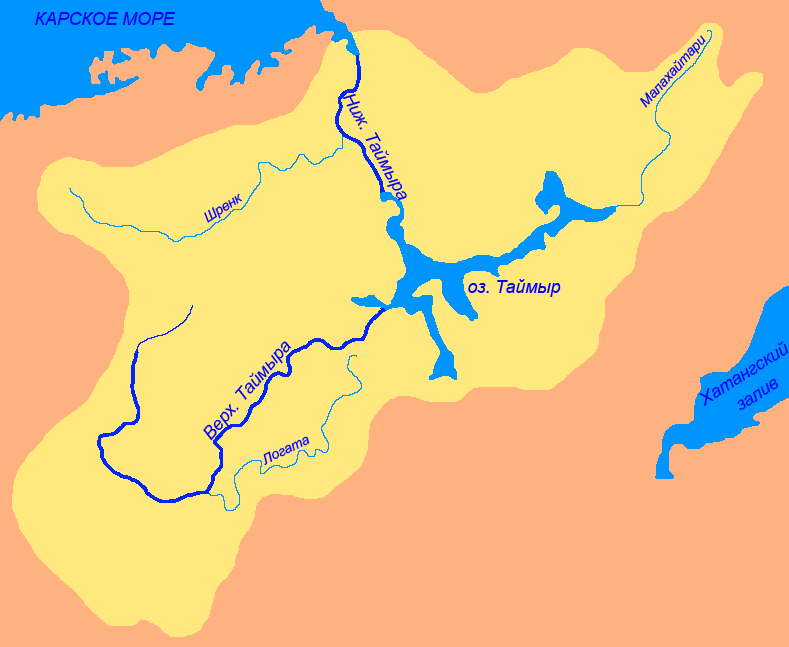
Бассейн Нижней Таймыры

Верхняя Таймыра берёт своё начало в горах Бырранга, при слиянии двух маленьких горных рек — Первой Головы Таймыры и Второй Головы Таймыры. В верховьях течёт по гористой местности (в глубоком ущелье, проходит через узкие озёра), в среднем и нижнем течении равнинная река — в ней отсутствуют пороги, течение спокойное.
Длина реки — 499 км (от истока Первой Головы Таймыры — 567 км), глубина — от 9 до 20 метров, ширина — до 900 метров. Течёт с запада на восток до впадения в озеро Таймыр. В бассейн Верхней Таймыры входит Щель-Озеро.
Питание преимущественно снеговое. Река с середины сентября по июнь скована льдом. С ноября по май сток менее 8 % годового. Впадает в Ледяную бухту озера Таймыр, образуя дельту. Река протекает в зоне арктических и мохово-лишайниковых тундр. В реке водятся омуль, муксун, нельма, ряпушка, арктический голец.
Притоки: справа — Аятари, Луктах, Горбита, Логата; слева — Кыйда, Дептумала, Фадьюкуда, Буотанкага, Большая Боотанкага.

## История
Верхняя Таймыра была открыта Н. Н. Коломейцевым, участником Русской полярной экспедиции, искавшим, но не нашедшим тогда устье Нижней Таймыры. Найденная река была названа в честь Коломейцева его именем. Летом 1929 года Верхнюю Таймыру исследовал Н. Н. Урванцев.
Такое описание Таймырам дал Урванцев:
Верхняя и Нижняя Таймыры по существу две совершенно различные реки и по форме, и по характеру, и по происхождению. Верхняя — это широкая, в сотни метров, равнинная река протяжённостью свыше 400 километров, со спокойным течением в низменных пологих берегах. Только в верховье она приобретала горный характер. Нижняя Таймыра — наоборот, сравнительно узкая, 100—150 метровой ширины, типичная горная река, на всем протяжении с быстрым течением в высоких каменистых берегах, иногда выходящих в глубокие каньоны. Верхняя Таймыра — река древняя, сформировавшаяся десятки тысяч лет назад, а Нижняя Таймыра — молодая, возникшая недавно в результате слияния двух речек, бежавших по древней ледниковой долине: одна в озеро Таймыр, на юг, другая в море, на север. Поднятие морского побережья вызвало интенсивный размыв верховьев северной речки и перехват южной. Такие случаи в природе нередки, поэтому правильно было бы дать обеим рекам разные названия, так как родства между собой у них нет.